# Associazione Calcio Mestre 1981-1982
Questa voce raccoglie le informazioni riguardanti l'Associazione Calcio Mestre nelle competizioni ufficiali della stagione 1981-1982.

## Rosa
| N. |                   | Ruolo | Calciatore          |
| -- | ----------------- | ----- | ------------------- |
|    | Italia (bandiera) | A     | Marco Ardit         |
|    | Italia (bandiera) | C     | Umberto Ballarin    |
|    | Italia (bandiera) | C     | Marco Beltrame      |
|    | Italia (bandiera) | A     | Massimo Bergomi     |
|    | Italia (bandiera) | C     | Massimo Bovo        |
|    | Italia (bandiera) | P     | Giuseppe Cappelesso |
|    | Italia (bandiera) | A     | Maurizio Cavaglià   |
|    | Italia (bandiera) | D     | Stefano Corò        |
|    | Italia (bandiera) | D     | Claudio Di Spirito  |
|    | Italia (bandiera) | D     | Fabio Garbin        |
|    | Italia (bandiera) |       | Gorin               |
|    | Italia (bandiera) | D     | Giuliano Groppi     |

| N. |                   | Ruolo | Calciatore              |
| -- | ----------------- | ----- | ----------------------- |
|    | Italia (bandiera) | C     | Roberto Lenarduzzi      |
|    | Italia (bandiera) | C     | Renato Moro             |
|    | Italia (bandiera) | D     | Angelo Paolanti         |
|    | Italia (bandiera) | A     | Romero Rombolotto       |
|    | Italia (bandiera) | A     | Luciano Speggiorin (II) |
|    | Italia (bandiera) | P     | Antonio Tiengo          |
|    | Italia (bandiera) | A     | Moreno Tomasello        |
|    | Italia (bandiera) | C     | Flavio Tonetto          |
|    | Italia (bandiera) | D     | Gianfranco Trevisanello |
|    | Italia (bandiera) | C     | Maurizio Vio            |
|    | Italia (bandiera) |       | Zanotto                 |

## Risultati

### Serie C2

#### Girone di andata
| 20 settembre 1981 1ª giornata | Lanciano | 1 – 0 | Mestre |  |

| 27 settembre 1981 2ª giornata | Mestre | 1 – 0 | Jesi |  |

| 4 ottobre 1981 3ª giornata | Montebelluna | 2 – 2 | Mestre |  |

| 11 ottobre 1981 4ª giornata | Mestre | 3 – 1 | Mira |  |

| 18 ottobre 1981 5ª giornata | Pordenone | 1 – 1 | Mestre |  |

| 25 ottobre 1981 6ª giornata | Mestre | 1 – 0 | Maceratese |  |

| 1º novembre 1981 7ª giornata | Monselice | 3 – 0 | Mestre |  |

| 8 novembre 1981 8ª giornata | Mestre | 2 – | Osimana |  |

| 15 novembre 1981 9ª giornata | Mestre | 0 – 0 | Conegliano |  |

| 22 novembre 1981 10ª giornata | Venezia | 2 – 1 | Mestre |  |

| 29 novembre 1981 11ª giornata | Mestre | 3 – 1 | Chieti |  |

| 6 dicembre 1981 12ª giornata | Avezzano | 0 – 1 | Mestre |  |

| 13 dicembre 1981 13ª giornata | Mestre | 2 – 0 | Anconitana |  |

| 20 dicembre 1981 14ª giornata | Cattolica | 1 – 2 | Mestre |  |

| 3 gennaio 1982 15ª giornata | Mestre | 1 – 2 | Teramo |  |

| 10 gennaio 1982 16ª giornata | L'Aquila | 3 – 2 | Mestre |  |

| 17 gennaio 1982 17ª giornata | Mestre | 1 – 0 | Vigor Senigallia |  |

#### Girone di ritorno
| 24 gennaio 1982 18ª giornata | Mestre | 1 – 0 | Lanciano |  |

| 31 gennaio 1982 19ª giornata | Jesi | 1 – 1 | Mestre |  |

| 7 febbraio 1982 20ª giornata | Mestre | 3 – 1 | Montebelluna |  |

| 14 febbraio 1982 21ª giornata | Mira | 0 – 0 | Mestre |  |

| 21 febbraio 1982 22ª giornata | Mestre | 4 – 2 | Pordenone |  |

| 28 febbraio 1982 23ª giornata | Maceratese | 3 – 0 | Mestre |  |

| 7 marzo 1982 24ª giornata | Mestre | 2 – 0 | Monselice |  |

| 21 marzo 1982 25ª giornata | Osimana | 1 – 1 | Mestre |  |

| 28 marzo 1982 26ª giornata | Conegliano | 0 – 0 | Mestre |  |

| 4 aprile 1982 27ª giornata | Mestre | 1 – 0 | Venezia |  |

| 18 aprile 1982 28ª giornata | Chieti | 1 – 1 | Mestre |  |

| 25 aprile 1982 29ª giornata | Mestre | 1 – 0 | Avezzano |  |

| 2 maggio 1982 30ª giornata | Anconitana | 2 – 1 | Mestre |  |

| 9 maggio 1982 31ª giornata | Mestre | 1 – 0 | Cattolica |  |

| 16 maggio 1982 32ª giornata | Teramo | 2 – 2 | Mestre |  |

| 23 maggio 1982 33ª giornata | Mestre | 3 – 2 | L'Aquila |  |

| 30 maggio 1982 34ª giornata | Vigor Senigallia | 3 – 0 | Mestre |  |

## Statistiche

### Statistiche di squadra
| Competizione         | Punti | In casa | In casa | In casa | In casa | In casa | In casa | In trasferta | In trasferta | In trasferta | In trasferta | In trasferta | In trasferta | Totale | Totale | Totale | Totale | Totale | Totale | DR  |
| Competizione         | Punti | G       | V       | N       | P       | Gf      | Gs      | G            | V            | N            | P            | Gf           | Gs           | G      | V      | N      | P      | Gf     | Gs     | DR  |
| -------------------- | ----- | ------- | ------- | ------- | ------- | ------- | ------- | ------------ | ------------ | ------------ | ------------ | ------------ | ------------ | ------ | ------ | ------ | ------ | ------ | ------ | --- |
| Serie C2             | ..    | 17      | .       | .       | .       | ..      | ..      | 17           | .            | .            | ..           | .            | ..           | ..     | .      | .      | ..     | ..     | ..     | +/- |
| Coppa Italia Serie C | -     | .       | .       | .       | .       | ..      | ..      | ..           | .            | .            | ..           | .            | ..           | ..     | .      | .      | ..     | ..     | ..     | +/- |
| Totale               | -     | .       | .       | .       | ..      | ..      | .       | .            | .            | .            | ..           | .            | ..           | ..     | .      | .      | ..     | ..     | ..     | +   |

### Statistiche dei giocatori
| Giocatore | Serie C1 | Serie C1 | Coppa Italia Serie C | Coppa Italia Serie C | Totale   | Totale |
| Giocatore | Presenze | Reti     | Presenze             | Reti                 | Presenze | Reti   |
| --------- | -------- | -------- | -------------------- | -------------------- | -------- | ------ |
| . Cognome | ?        | ?        | ?                    | ?                    | ?        | ?      |
| . Cognome | ?        | ?        | ?                    | ?                    | ?        | ?      |
| . Cognome | ?        | ?        | ?                    | ?                    | ?        | ?      |
| . Cognome | ?        | ?        | ?                    | ?                    | ?        | ?      |